# Egipto en la Copa Mundial de Fútbol de 1934
Egipto fue la primera selección de África en clasificar a una Copa Mundial de Fútbol, la cual fue en Italia 1934.

## Clasificación
| 16-3-1934 | Egipto                                              | 7–1     | Mandato británico de Palestina | British Army Ground, El Cairo, Egipto                     |                                                           |
|           | El-Tetsh 11' 35' 51' · Taha 21' 79' · Latif 43' 87' | Reporte | Nudelmann 61'                  | Asistencia: 13,000 espectadores Árbitro(s): Stanley Wells | Asistencia: 13,000 espectadores Árbitro(s): Stanley Wells |

| 6-4-1934 | Mandato británico de Palestina | 1–4 (Global 2-11) | Egipto                                 | Palms Stadium, Tel Aviv, Mandatory Palestine/Land of Israel  |                                                              |
|          | Sukenik 54'                    | Reporte           | Latif 2' · El-Tetsh 7' 22' · Fawzi 35' | Asistencia: 8,000 espectadores Árbitro(s): Frederick Goodsby | Asistencia: 8,000 espectadores Árbitro(s): Frederick Goodsby |

## Jugadores
Estos fueron los 20 jugadores convocados para el mundial:

## Resultados
Egipto fue eliminado en la primera ronda tras haber jugado un solo partido.
| 27 de mayo de 1934 | Hungría                                 | 4–2     | Egipto        | Stadio Giorgio Ascarelli, Nápoles                             |                                                               |
|                    | Teleki 11' · Toldi 31' 61' · Vincze 53' | Reporte | Fawzi 35' 39' | Asistencia: 9,000 espectadores Árbitro(s): Rinaldo Barlassina | Asistencia: 9,000 espectadores Árbitro(s): Rinaldo Barlassina |